# Karalamavinahalli, Hosadurga
Karalamavinahalli là một làng thuộc tehsil Hosadurga, huyện Chitradurga, bang Karnataka, Ấn Độ.